# Hösesjön
Hösesjön är en sjö i Härnösands kommun i Ångermanland och ingår i Ångermanälven-Gådeåns kustområde. Sjön har en area på 0,0502 kvadratkilometer och ligger 44 meter över havet. Sjön avvattnas av vattendraget Utansjöån (Svanabäcken).

## Delavrinningsområde
Hösesjön ingår i det delavrinningsområde (696607-160335) som SMHI kallar för Inloppet i Mörtsjön. Medelhöjden är 109 meter över havet och ytan är 6,56 kvadratkilometer. Räknas de 24 avrinningsområdena uppströms in blir den ackumulerade arean 144,2 kvadratkilometer. Avrinningsområdets utflöde Utansjöån (Svanabäcken) mynnar i havet. Avrinningsområdet består mestadels av skog (71 procent) och öppen mark (12 procent). Avrinningsområdet har 0,14 kvadratkilometer vattenytor vilket ger det en sjöprocent på 2,2 procent.